# Náray Erika
Náray Erika, Nagy Erika (Eger, 1967. november 29. –) magyar színésznő, énekesnő, szinkronszínész.

## Élete
Az Egri Tanárképző Főiskola Gyakorló Zenei Általános Iskolájába járt, nyolc évig csellózott. Szentesen a Horváth Mihály Gimnázium irodalmi-drámai tagozatán töltötte középiskolai éveit. Alföldi Róbert, Börcsök Enikő, Gazdag Tibor, Kerekes Viktória voltak osztálytársai.
18 évesen (1985) felvették a Színház- és Filmművészeti Főiskola prózai szakára. Gyakorlatait a Vígszínházban és a Pesti Színházban töltötte, ahol kisebb-nagyobb szerepeket kapott. A Budapesti Operettszínházban az Ének az esőben című darabban ő játszotta Kathy szerepét, és Vas János tanár úrnak köszönhetően, az egyetemi évek alatt kapta meg első szinkronszerepeit is.  Osztályfőnökei Szinetár Miklós és Léner Péter voltak.
Egy év kihagyás után váratlanul felhívta őt Lengyel György, a Pécsi Nemzeti Színház akkori igazgatója.
1991–1995 között a Golden Era zenekarban jazz standardeket, 1995–1998 között a White Chocolatesban funkyt, soult és R&B-t énekelt.
1996-ban végzett a Liszt Ferenc Zeneművészeti Főiskola jazz szakán és a szinkronizálás mellett a Vigadóban, esténként a Musical Worldben lépett fel. Közben férjhez ment ifj. Bergendy Istvánhoz, akitől később elvált. Ezután New Yorkba ment 3 és fél hónapra angol nyelvet tanulni. Itt derült ki, hogy terhes, így az első 4 hónapját a legnagyobb nyugalomban tölthette el. Ezután hazajött, és újra szinkronizálni kezdett. 2000 szeptemberében megszületett kislánya, Kamilla.
2002-ben Szolnokon bekerült egy Ács János által rendezett darabba. 2003 szeptemberétől a Mozarton kívül szerepelt a Rómeó és Júliában (Dada), a Sweet Charityben (Gagarina) és a Hello Igenben (Prostituált), a 3. évadtól kezdve pedig a Szépség és a szörnyeteg című Walt Disney-produkcióban alakította Teamamát. 2009 júliusától a Szép nyári nap című Neoton musicalben alakította Rózsikát, a tábor szakácsnőjét, vagy Panni nénit, az orosztanárt. 2010. január 19-étől már a Lili bárónő című operettben Illésházy Krisztina grófnőként szerepelt. 2010 márciusától egy újabb Lévay-Kuncze-musicalben, a Rebeccában alakította Mrs. Van Hoppert.
Mindemellett a mai napig rendszeresen szinkronizál. 2005-ben elnyerte a színházi közönségdíjat, a Súgó Csigát, mely élete egyik legkedvesebb szakmai emléke.

## Színházi szerepei
- Szabó Magda: Abigél....Gigus tanárnő
- "Akikre mindenki büszke" (szereplő)
- Együtt a sztárok! (előadó)
- Sylvester Lévay - Michael Kunze: Elisabeth....Ludovika, bajor hercegné, Frau Wolf
- Michael John LaChiusa: Helló! Igen?! (Hello Again!)....A kurva
- Lehetsz király
- Huszka Jenő: Lili bárónő....Clariesse
- Lévay Szilveszter - Michael Kunze: Mozart!....Waldstätten bárónő
- Musical hangjai (közreműködő)
- Ludovic Halévy - Henri Meilhac: Párizsi élet....Juliette Verdun
- Shakespeare: Rómeó és Júlia....Dada
- Neil Simon - Cy Coleman - Dorothy Fields: Sweet Charity / Szívem csücske....Gagarina (Helene)
- Böhm György - Korcsmáros György: Szép nyári nap....Panni néni, osztályfőnök, Juli anyja /Rózsika a tábor szakácsnője
- Alan Menken - Howard Ashman - Tim Rice: A Szépség és a Szörnyeteg....Teamama, a teáskanna
- Szívből szeretni - Valentin-napi musicalgála (közreműködő)
- John Kander: Chicago....Roxie Hart
- Gothold Ephraim Lessing: Minna von Barnhelm....Franciska
- Huszka Jenő: Lili bárónő....Illésházy Krisztina grófnő
- Sylvester Lévay–Michael Kunze: Rebecca – A Manderley-ház asszonya... Mrs. Van Hopper
- Michael John LaChiusa: Bernarda Alba...Angustias
- Puskás, a musical- Bíró Margit (Puskás Ferenc édesanyja)

## Filmjei

### Játékfilmek
- Állítsátok meg Terézanyut! (2004)

### Tévéfilmek
- Kártyaaffér hölgykörökben (1987)
- Ha már itt a tél (1991)
- Glóbusz (1993)
- A mi kis falunk (2018, 2020–)
- Drága örökösök (2019)

## Szinkronszínészként

### Sorozatok
- Borostyán: Cinzia- Susanna Bequer
- Megperzselt szívek: Regine- Nathalie Roussel
- Melrose Place: Alycia Barnett- Anne-Marie Johnson
- A mostoha: Emilia – Cecilia Gabriela
- X-akták: Dana Scully- Gillian Anderson
- Xena: A harcos hercegnő: Velasca- Melinda Clarke
- Egy kórház magánélete: Joan Halloran- Nancy Stafford
- Gazdagok és szépek: Kristen Forrester- Teri Ann Linn
- Celeste: Lila- Liliana Simoni
- Drága testek: Rita Lee Lance rendőrőrmester- Mitzi Kapture
- Zsaruzsenik: Michaela "Mic" Anderson- Susann Uplegger
- Visszatérés az édenben: Jilly Stewart- Wendy Hughes/Peta Toppano
- Madison: Sheri Davis- Enuka (Vanessa) Okuma
- Haszonlesők: Miss Prescott- Shirley Cheriton
- Szívtipró gimi: Rossette 'Rose' Malouf / Tran- Katherine Halliday
- A pampák királya: Rafaela- Glória Píres
- Cagney és Lacey: Mary Beth Lacey nyomozó- Tyne Daly
- Kaméleon: Miss Parker/Catherine Elaine Parker- Andrea Parker
- Paula és Paulina: Estefanía Bracho- Chantal Andere
- Trükkös halál: Lucinda Scott- Carrie-Anne Moss
- A bestia: Nice Noronha- Glória Píres
- Rendőrakadémia: Alicia Conchita Montoya Cervantes- Christine Gonzales
- Hiperion öböl: Jennifer Worth- Sydney Penny
- Helen és a fiúk: Bénédicte- Laure Guibert
- Szeretők és riválisok: Angela- Susana González
- Nehéz ügy: Dr Anne Harriman- Caroline Goodall
- Alias: Francie Calfo/Allison Doren- Merrin Dungey
- Mindent bele angyalok: Franziska Borgardt- Susann Uplegger
- Knight Rider Team: Jenny Andrews- Christine Steel
- Az elnök emberei: Madeline "Mandy" Hampton- Moira Kelly
- Csacska angyal: Beba Torres-Oviedo- Mirta Wons
- Eltűntnek nyilvánítva:  Brooke Haslett FBI-ügynök - Gloria Reuben
- "L": Marina Ferrer- Karina Lombard
- El Manantial - Az ősforrás: Margarita Insunza de Ramírez- Daniela Romo
- Anita a bűbájos bajkeverő: Consuelo Guerrero/Graciela O'Donnell- Elluz Peraza
- Házi háború: Vicky- Anita Barone
- A Grace klinika: Dr. Miranda Bailey- Chandra Wilson
- A liliomlány: Lupe- Alma Delfina
- Eureka: Allison Blake- Carter- Salli Richardson
- Ez a ház totál gáz: Belén López Vázquez- Malena Alterio
- V.I.P. - Több, mint testőr: Tasha Dexter- Molly Culver
- 24: Julia Milliken- Gina Torres
- Deadwood: Calamity Jane- Robin Weigert
- Raboljuk ki Mick Jaggert!: Esperanza Villalobos- Sofía Vergara
- Point Pleasant- Titkok városa: Amber Hargrove- Dina Meyer
- Cosby nyomozó rejtélyei: Barbara Lorenz- Lynn Whitfield
- Halálos némberek (Asszonymaffia): Camilla Diamond- Anna Chancellor
- Életfogytig zsaru: Constance Griffiths- Brooke Langton
- Titkok: Claude Perkins- Karina Lombard
- Christine kalandjai: Christine Campbell-Julia Louis-Dreyfus
- Sarah Jane kalandjai: Sarah Jane Smith-Elisabeth Sladen
- Verdák: Sally
- Agymanók: Anya Bánata
- Aranyhaj és a nagy gubanc: Nyanya Banya - Donna Murphy
- X-Men: Szaszaki Jui

X-Men (televíziós sorozat,1992): Jean Grey
- Eva Luna: Deborah Aldana González-Frances Ondiviela
- Boci és Pipi: Boci - Charlie Adler
- Totál Dráma: Staci
- Tündéri keresztszülők: Wanda - Susanne Blakeslee
- Fosterék háza képzeletbeli barátoknak: Frankie Foster és Hercegnő - Grey DeLisle
- Jóbarátok: Janice - Maggie Wheeler
- Yago: Morena-Gianella Neyra
- Ponyvaregény: Trudi
- St. Vincent: Maggie -Melissa McCharthy
- Szexoktatás: Dr Jean F. Milburn-Gillian Anderson
- Legacies- A sötétség öröksége

Az oroszlán őrség: Nirmala

## Külső hivatkozások
- Náray Erika a PORT.hu-n (magyarul)
- Náray Erika az Internet Movie Database oldalain
- Náray Erika Archiválva 2014. július 5-i dátummal a Wayback Machine-ben a Viva la Musical!-en